# Епарті II
Епарті (Ебарат, Яабрат) II (д/н — бл. 1830 до н. е.) — сункір (цар) Еламу близько 1850—1830 роках до н. е.

## Життєпис
Припускають, що Епарті не належав до царського або навіть аристократичного роду. Ймовірно народився в Аншані. Можливо, що своїй кар'єрі завдячу участю у війнах часів царів з династії Симашкі.
Єдина табличка, що зберіглася, відноситься до 1-го року його панування. Вона містить формулу датування — «рік, коли Епарті став царем» і перед його ім'ям — дінгір (знак божественності). Це перший і єдиний випадок, коли еламський володар був обожнений. Тому дослідники припускають, що захоплення влади Епарті за його часів вважалося надзвичайною подією.
Втім він затвердився лише в Аншані та Симашкі, поваливши царя Ідатту-темпту, що призвело до розпаду єдиного Еламу. Протягом усього свого панування боровся з самостійними еламськими володарями. Вважається, що Епарті II помер всього лише через кілька років після того, як об'єднав країну, це сталося близько 1830 року до н. е. Йому спадкував син Шілхаха.